# Henryk Firlej (archevêque)
Pour les articles homonymes, voir Henryk Firlej.
Henryk Firlej de Dąbrowica, blason de Lewart, né en 1574 à Balice et mort le 25 février 1626 à Skierniewice, est archevêque de Gniezno et primat de Pologne en 1624.

## Biographie
Il est le fils du Grand Maréchal de la Couronne Jan Firlej et de Barbara Mniszech. Il est baptisé calviniste dans sa jeunesse. Après la mort de son père, sa mère et ses frères l'élèvent dans la religion catholique. Il est le demi-frère du trésorier Jan Firlej, de Mikołaj, de Piotr et de Andrzej.
Il étudie d'abord chez les Jésuites à Ingolstad et à Graz, puis à Padoue et à Rome. Dans cette ville, il entre dans la famille du pape Clément VIII, devient son valet, prélat de maison, référendaire pour les deux signatures, protonotaire apostolique et comte de Rome. À Rome en 1595, il est ordonné sous-diacre et en 1598 il est ordonné presbytre. Le 7 octobre 1606, il signe l'accord de Janowiec.
Il est vice-chancelier de la couronne de 1613 à 1618, grand référendaire de la Couronne en 1605, prévôt du chapitre de la cathédrale de Płock de 1607 à 1617, le prévôt commendataire de Miechów en 1612, scolastique de Cracovie en 1594, secrétaire royal en 1596 et chanoine de Sandomierz jusqu'en 1614.
Il est archevêque de Gniezno et primat de Pologne en 1624[réf. nécessaire].
En 1625, il entreprend la reconstruction de la collégiale de Łowicz dans le style baroque.
Il doit sa carrière à son milieu et au patronage du roi et du pape, mais il faut aussi noter son éducation, son caractère doux et le faste dont il s'entoure.
Henryk Firlej meurt le 25 février 1626 à Skierniewice.

## Source
- (pl) Cet article est partiellement ou en totalité issu de l’article de Wikipédia en polonais intitulé « Henryk Firlej (arcybiskup gnieźnieński) » (voir la liste des auteurs).